# بنایریه
بنایریه (به عربی: بنایریة) یک شهرداری در الجزایر است که در استان الشلف واقع شده‌است. بنایریه ۱۳٬۵۰۹ نفر جمعیت دارد.